# Tom Graves
John Thomas Graves , Jr., detto Tom (St. Petersburg, 3 febbraio 1970), è un politico statunitense, membro della Camera dei Rappresentanti per lo stato della Georgia.

## Biografia
Nato in Florida, dopo la laurea all'Università della Georgia Graves lavorò come imprenditore.
Nel 2002 entrò in politica con il Partito Repubblicano candidandosi alla Camera dei Rappresentanti della Georgia. Dopo essere stato eletto, vi rimase per otto anni, fin quando nel 2010 venne eletto alla Camera dei Rappresentanti nazionale per il seggio lasciato vacante dal compagno di partito Nathan Deal. Da quel momento Graves fu sempre riconfermato dai votanti.
Ideologicamente Tom Graves si configura come un conservatore ed è considerato un esponente della corrente del Tea Party.